# Duque de Hernani

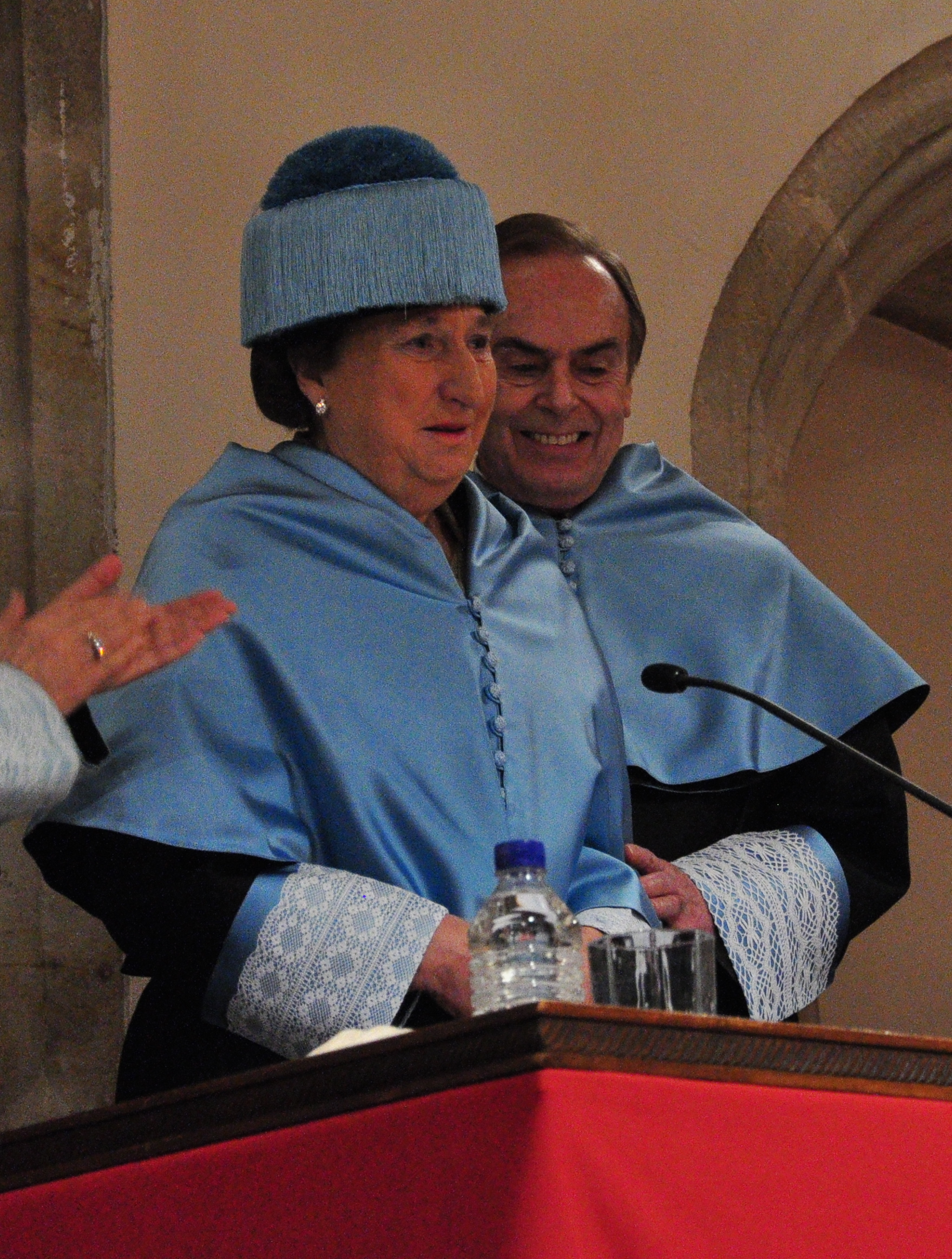
Atual duquesa de Hernani, Margarida de Espanha.

O Ducado de Hernani, é um título nobiliário espanhol, criado em 11 de agosto de 1914, pelo rei Afonso XIII de Espanha, para seu parente Dom Manfredo Luis de Borbón e Bernaldo de Quirós, III duque de Ansola, II marquês de Atarfe, bisneto do Infante da Espanha Sebastião de Bourbon e Bragança, cujos descendentes não teriam direitos sucessórios à Coroa da Espanha.

## Duques de Hernani
|                        | Titular                                      | Período                |
| Criado por Afonso XIII | Criado por Afonso XIII                       | Criado por Afonso XIII |
| ---------------------- | -------------------------------------------- | ---------------------- |
| I                      | Manfredo Luis de Borbón y Bernaldo de Quirós | 1914-1979              |
| II                     | Margarita de Borbón y Borbón-Dos Sicilias    | 1979-                  |

## História dos duques de Hernani
- Manfredo Luis de Borbón y Bernaldo de Quirós (1889-1979): III duque de Ansola, era bisneto do infante Sebastião de Bourbon e Bragança, cujos descendentes haviam perdido os direitos sucessórios à Coroa da Espanha. Casou duas vezes:

1. Casou com Leticia Santa Marina y Romero.
2. Casou com María Teresa de Mariátegui y Arteaga, filha do conde de Quintana de las Torres, e da XV marquesa de La Guardia, María Josefa de Arteaga y Echagüe. Não teve sucessão em nenhum de seus dois matrimônios. E sucedeu por, disposição testamentária,  seu familiar distante:

- Margarita de Borbón y Borbón-Dos Sicilias, II duquesa de Hernani, irmã do rei Juan Carlos I de Espanha, casada com Carlos Zurita.

## Nota
Dom Manfredo Luis de Borbón, nomeou herdeira do Ducado de Hernani a Dona Margarita de Borbón y Borbón, para que esta pudera transmitir o Ducado de Hernani a seus sucessores, devido de que o Ducado de Soria, que ostenta atualmente, não é hereditário.

## Árvore genealógica
| Duques de Hernani      |
| ---------------------- |
| Titulares Pretendentes |

|                                                                         |                                                                         |                                                                         |                                                                         |                                                                         |                                                                         |                                                                    |                                                                    | Carlos III de Espanha (1716-1788)                                                            |                                                                                              |                                                                                              |                                                                                              |                                                                                              |                                                                                              |  |  |                                                                   |                                                                   |                                                                   |                                                                   |                                                                   |                                                                   |  |  |                                                                         |                                                                         |                                                                         |                                                                         |                                                                         |                                                                         |  |  | | | | | | |  |  |  |  |  |  |  |  |  |  |  |  |  |  |  |  |  |  |  |  |  |  |
|                                                                         |                                                                         |                                                                         |                                                                         |                                                                         |                                                                         |                                                                    |                                                                    |                                                                                              |                                                                                              |                                                                                              |                                                                                              |                                                                                              |                                                                                              |  |  |                                                                   |                                                                   |                                                                   |                                                                   |                                                                   |                                                                   |  |  |                                                                         |                                                                         |                                                                         |                                                                         |                                                                         |                                                                         |  |  | | | | | | |  |  |  |  |  |  |  |  |  |  |  |  |  |  |  |  |  |  |  |  |  |  |
|                                                                         |                                                                         |                                                                         |                                                                         |                                                                         |                                                                         |                                                                    |                                                                    |                                                                                              |                                                                                              |                                                                                              |                                                                                              |                                                                                              |                                                                                              |  |  |                                                                   |                                                                   |                                                                   |                                                                   |                                                                   |                                                                   |  |  |                                                                         |                                                                         |                                                                         |                                                                         |                                                                         |                                                                         |  |  | | | | | | |  |  |  |  |  |  |  |  |  |  |  |  |  |  |  |  |  |  |  |  |  |  |
|                                                                         |                                                                         | Carlos IV de Espanha (1748-1819)                                        | Carlos IV de Espanha (1748-1819)                                        | Carlos IV de Espanha (1748-1819)                                        | Carlos IV de Espanha (1748-1819)                                        | Carlos IV de Espanha (1748-1819)                                   | Carlos IV de Espanha (1748-1819)                                   |                                                                                              |                                                                                              |                                                                                              |                                                                                              |                                                                                              |                                                                                              |  |  | Gabriel de Borbón, infante de Espanha (1752-1788)                 | Gabriel de Borbón, infante de Espanha (1752-1788)                 | Gabriel de Borbón, infante de Espanha (1752-1788)                 | Gabriel de Borbón, infante de Espanha (1752-1788)                 | Gabriel de Borbón, infante de Espanha (1752-1788)                 | Gabriel de Borbón, infante de Espanha (1752-1788)                 |  |  |                                                                         |                                                                         |                                                                         |                                                                         |                                                                         |                                                                         |  |  | | | | | | |  |  |  |  |  |  |  |  |  |  |  |  |  |  |  |  |  |  |  |  |  |  |
|                                                                         |                                                                         | Carlos IV de Espanha (1748-1819)                                        | Carlos IV de Espanha (1748-1819)                                        | Carlos IV de Espanha (1748-1819)                                        | Carlos IV de Espanha (1748-1819)                                        | Carlos IV de Espanha (1748-1819)                                   | Carlos IV de Espanha (1748-1819)                                   |                                                                                              |                                                                                              |                                                                                              |                                                                                              |                                                                                              |                                                                                              |  |  | Gabriel de Borbón, infante de Espanha (1752-1788)                 | Gabriel de Borbón, infante de Espanha (1752-1788)                 | Gabriel de Borbón, infante de Espanha (1752-1788)                 | Gabriel de Borbón, infante de Espanha (1752-1788)                 | Gabriel de Borbón, infante de Espanha (1752-1788)                 | Gabriel de Borbón, infante de Espanha (1752-1788)                 |  |  |                                                                         |                                                                         |                                                                         |                                                                         |                                                                         |                                                                         |  |  | | | | | | |  |  |  |  |  |  |  |  |  |  |  |  |  |  |  |  |  |  |  |  |  |  |
|                                                                         |                                                                         | Fernando VII de Espanha (1784-1833)                                     | Fernando VII de Espanha (1784-1833)                                     | Fernando VII de Espanha (1784-1833)                                     | Fernando VII de Espanha (1784-1833)                                     | Fernando VII de Espanha (1784-1833)                                | Fernando VII de Espanha (1784-1833)                                |                                                                                              |                                                                                              |                                                                                              |                                                                                              |                                                                                              |                                                                                              |  |  | Pedro Carlos de Borbón, infante de Espanha e Portugal (1786-1812) | Pedro Carlos de Borbón, infante de Espanha e Portugal (1786-1812) | Pedro Carlos de Borbón, infante de Espanha e Portugal (1786-1812) | Pedro Carlos de Borbón, infante de Espanha e Portugal (1786-1812) | Pedro Carlos de Borbón, infante de Espanha e Portugal (1786-1812) | Pedro Carlos de Borbón, infante de Espanha e Portugal (1786-1812) |  |  |                                                                         |                                                                         |                                                                         |                                                                         |                                                                         |                                                                         |  |  | | | | | | |  |  |  |  |  |  |  |  |  |  |  |  |  |  |  |  |  |  |  |  |  |  |
|                                                                         |                                                                         | Fernando VII de Espanha (1784-1833)                                     | Fernando VII de Espanha (1784-1833)                                     | Fernando VII de Espanha (1784-1833)                                     | Fernando VII de Espanha (1784-1833)                                     | Fernando VII de Espanha (1784-1833)                                | Fernando VII de Espanha (1784-1833)                                |                                                                                              |                                                                                              |                                                                                              |                                                                                              |                                                                                              |                                                                                              |  |  | Pedro Carlos de Borbón, infante de Espanha e Portugal (1786-1812) | Pedro Carlos de Borbón, infante de Espanha e Portugal (1786-1812) | Pedro Carlos de Borbón, infante de Espanha e Portugal (1786-1812) | Pedro Carlos de Borbón, infante de Espanha e Portugal (1786-1812) | Pedro Carlos de Borbón, infante de Espanha e Portugal (1786-1812) | Pedro Carlos de Borbón, infante de Espanha e Portugal (1786-1812) |  |  |                                                                         |                                                                         |                                                                         |                                                                         |                                                                         |                                                                         |  |  | | | | | | |  |  |  |  |  |  |  |  |  |  |  |  |  |  |  |  |  |  |  |  |  |  |
|                                                                         |                                                                         | Isabel II de Espanha (1830-1904)                                        | Isabel II de Espanha (1830-1904)                                        | Isabel II de Espanha (1830-1904)                                        | Isabel II de Espanha (1830-1904)                                        | Isabel II de Espanha (1830-1904)                                   | Isabel II de Espanha (1830-1904)                                   |                                                                                              |                                                                                              |                                                                                              |                                                                                              |                                                                                              |                                                                                              |  |  | Sebastião de Bourbon, infante de Espanha e Portugal (1811-1875)   | Sebastião de Bourbon, infante de Espanha e Portugal (1811-1875)   | Sebastião de Bourbon, infante de Espanha e Portugal (1811-1875)   | Sebastião de Bourbon, infante de Espanha e Portugal (1811-1875)   | Sebastião de Bourbon, infante de Espanha e Portugal (1811-1875)   | Sebastião de Bourbon, infante de Espanha e Portugal (1811-1875)   |  |  |                                                                         |                                                                         |                                                                         |                                                                         |                                                                         |                                                                         |  |  | | | | | | |  |  |  |  |  |  |  |  |  |  |  |  |  |  |  |  |  |  |  |  |  |  |
|                                                                         |                                                                         | Isabel II de Espanha (1830-1904)                                        | Isabel II de Espanha (1830-1904)                                        | Isabel II de Espanha (1830-1904)                                        | Isabel II de Espanha (1830-1904)                                        | Isabel II de Espanha (1830-1904)                                   | Isabel II de Espanha (1830-1904)                                   |                                                                                              |                                                                                              |                                                                                              |                                                                                              |                                                                                              |                                                                                              |  |  | Sebastião de Bourbon, infante de Espanha e Portugal (1811-1875)   | Sebastião de Bourbon, infante de Espanha e Portugal (1811-1875)   | Sebastião de Bourbon, infante de Espanha e Portugal (1811-1875)   | Sebastião de Bourbon, infante de Espanha e Portugal (1811-1875)   | Sebastião de Bourbon, infante de Espanha e Portugal (1811-1875)   | Sebastião de Bourbon, infante de Espanha e Portugal (1811-1875)   |  |  |                                                                         |                                                                         |                                                                         |                                                                         |                                                                         |                                                                         |  |  | | | | | | |  |  |  |  |  |  |  |  |  |  |  |  |  |  |  |  |  |  |  |  |  |  |
|                                                                         |                                                                         | Afonso XII de Espanha (1857-1885)                                       | Afonso XII de Espanha (1857-1885)                                       | Afonso XII de Espanha (1857-1885)                                       | Afonso XII de Espanha (1857-1885)                                       | Afonso XII de Espanha (1857-1885)                                  | Afonso XII de Espanha (1857-1885)                                  |                                                                                              |                                                                                              |                                                                                              |                                                                                              |                                                                                              |                                                                                              |  |  | Luis de Jesús de Borbón, I duque de Ansola (1864-1889)            | Luis de Jesús de Borbón, I duque de Ansola (1864-1889)            | Luis de Jesús de Borbón, I duque de Ansola (1864-1889)            | Luis de Jesús de Borbón, I duque de Ansola (1864-1889)            | Luis de Jesús de Borbón, I duque de Ansola (1864-1889)            | Luis de Jesús de Borbón, I duque de Ansola (1864-1889)            |  |  | Ana Germana Bernaldo de Quirós, I marquesa de Atarfe (1866-1934)        | Ana Germana Bernaldo de Quirós, I marquesa de Atarfe (1866-1934)        | Ana Germana Bernaldo de Quirós, I marquesa de Atarfe (1866-1934)        | Ana Germana Bernaldo de Quirós, I marquesa de Atarfe (1866-1934)        | Ana Germana Bernaldo de Quirós, I marquesa de Atarfe (1866-1934)        | Ana Germana Bernaldo de Quirós, I marquesa de Atarfe (1866-1934)        |  |  | Manuel Méndez de Vigo, marquês de Atarfe (1858-1959)                                                   | Manuel Méndez de Vigo, marquês de Atarfe (1858-1959)                                                   | Manuel Méndez de Vigo, marquês de Atarfe (1858-1959)                                                   | Manuel Méndez de Vigo, marquês de Atarfe (1858-1959)                                                   | Manuel Méndez de Vigo, marquês de Atarfe (1858-1959)                                                   | Manuel Méndez de Vigo, marquês de Atarfe (1858-1959)                                                   |  |  |  |  |  |  |  |  |  |  |  |  |  |  |  |  |  |  |  |  |  |  |
|                                                                         |                                                                         | Afonso XII de Espanha (1857-1885)                                       | Afonso XII de Espanha (1857-1885)                                       | Afonso XII de Espanha (1857-1885)                                       | Afonso XII de Espanha (1857-1885)                                       | Afonso XII de Espanha (1857-1885)                                  | Afonso XII de Espanha (1857-1885)                                  |                                                                                              |                                                                                              |                                                                                              |                                                                                              |                                                                                              |                                                                                              |  |  | Luis de Jesús de Borbón, I duque de Ansola (1864-1889)            | Luis de Jesús de Borbón, I duque de Ansola (1864-1889)            | Luis de Jesús de Borbón, I duque de Ansola (1864-1889)            | Luis de Jesús de Borbón, I duque de Ansola (1864-1889)            | Luis de Jesús de Borbón, I duque de Ansola (1864-1889)            | Luis de Jesús de Borbón, I duque de Ansola (1864-1889)            |  |  | Ana Germana Bernaldo de Quirós, I marquesa de Atarfe (1866-1934)        | Ana Germana Bernaldo de Quirós, I marquesa de Atarfe (1866-1934)        | Ana Germana Bernaldo de Quirós, I marquesa de Atarfe (1866-1934)        | Ana Germana Bernaldo de Quirós, I marquesa de Atarfe (1866-1934)        | Ana Germana Bernaldo de Quirós, I marquesa de Atarfe (1866-1934)        | Ana Germana Bernaldo de Quirós, I marquesa de Atarfe (1866-1934)        |  |  | Manuel Méndez de Vigo, marquês de Atarfe (1858-1959)                                                   | Manuel Méndez de Vigo, marquês de Atarfe (1858-1959)                                                   | Manuel Méndez de Vigo, marquês de Atarfe (1858-1959)                                                   | Manuel Méndez de Vigo, marquês de Atarfe (1858-1959)                                                   | Manuel Méndez de Vigo, marquês de Atarfe (1858-1959)                                                   | Manuel Méndez de Vigo, marquês de Atarfe (1858-1959)                                                   |  |  |  |  |  |  |  |  |  |  |  |  |  |  |  |  |  |  |  |  |  |  |
|                                                                         |                                                                         |                                                                         |                                                                         |                                                                         |                                                                         |                                                                    |                                                                    |                                                                                              |                                                                                              |                                                                                              |                                                                                              |                                                                                              |                                                                                              |  |  |                                                                   |                                                                   |                                                                   |                                                                   |                                                                   |                                                                   |  |  |                                                                         |                                                                         |                                                                         |                                                                         |                                                                         |                                                                         |  |  | | | | | | |  |  |  |  |  |  |  |  |  |  |  |  |  |  |  |  |  |  |  |  |  |  |
|                                                                         |                                                                         |                                                                         |                                                                         |                                                                         |                                                                         |                                                                    |                                                                    |                                                                                              |                                                                                              |                                                                                              |                                                                                              |                                                                                              |                                                                                              |  |  |                                                                   |                                                                   |                                                                   |                                                                   |                                                                   |                                                                   |  |  |                                                                         |                                                                         |                                                                         |                                                                         |                                                                         |                                                                         |  |  | | | | | | |  |  |  |  |  |  |  |  |  |  |  |  |  |  |  |  |  |  |  |  |  |  |
|                                                                         |                                                                         | Afonso XIII de Espanha (1886-1941)                                      | Afonso XIII de Espanha (1886-1941)                                      | Afonso XIII de Espanha (1886-1941)                                      | Afonso XIII de Espanha (1886-1941)                                      | Afonso XIII de Espanha (1886-1941)                                 | Afonso XIII de Espanha (1886-1941)                                 |                                                                                              |                                                                                              |                                                                                              |                                                                                              |                                                                                              |                                                                                              |  |  | Luis Alfonso de Borbón, II duque de Ansola (1887-1942)            | Luis Alfonso de Borbón, II duque de Ansola (1887-1942)            | Luis Alfonso de Borbón, II duque de Ansola (1887-1942)            | Luis Alfonso de Borbón, II duque de Ansola (1887-1942)            | Luis Alfonso de Borbón, II duque de Ansola (1887-1942)            | Luis Alfonso de Borbón, II duque de Ansola (1887-1942)            |  |  | Manfredo de Borbón, I duque de Hernani, III duque de Ansola (1889-1979) | Manfredo de Borbón, I duque de Hernani, III duque de Ansola (1889-1979) | Manfredo de Borbón, I duque de Hernani, III duque de Ansola (1889-1979) | Manfredo de Borbón, I duque de Hernani, III duque de Ansola (1889-1979) | Manfredo de Borbón, I duque de Hernani, III duque de Ansola (1889-1979) | Manfredo de Borbón, I duque de Hernani, III duque de Ansola (1889-1979) |  |  | Manuel Méndez de Vigo y Bernaldo de Quirós (1892-1938)                                                 | Manuel Méndez de Vigo y Bernaldo de Quirós (1892-1938)                                                 | Manuel Méndez de Vigo y Bernaldo de Quirós (1892-1938)                                                 | Manuel Méndez de Vigo y Bernaldo de Quirós (1892-1938)                                                 | Manuel Méndez de Vigo y Bernaldo de Quirós (1892-1938)                                                 | Manuel Méndez de Vigo y Bernaldo de Quirós (1892-1938)                                                 |  |  |  |  |  |  |  |  |  |  |  |  |  |  |  |  |  |  |  |  |  |  |
|                                                                         |                                                                         | Afonso XIII de Espanha (1886-1941)                                      | Afonso XIII de Espanha (1886-1941)                                      | Afonso XIII de Espanha (1886-1941)                                      | Afonso XIII de Espanha (1886-1941)                                      | Afonso XIII de Espanha (1886-1941)                                 | Afonso XIII de Espanha (1886-1941)                                 |                                                                                              |                                                                                              |                                                                                              |                                                                                              |                                                                                              |                                                                                              |  |  | Luis Alfonso de Borbón, II duque de Ansola (1887-1942)            | Luis Alfonso de Borbón, II duque de Ansola (1887-1942)            | Luis Alfonso de Borbón, II duque de Ansola (1887-1942)            | Luis Alfonso de Borbón, II duque de Ansola (1887-1942)            | Luis Alfonso de Borbón, II duque de Ansola (1887-1942)            | Luis Alfonso de Borbón, II duque de Ansola (1887-1942)            |  |  | Manfredo de Borbón, I duque de Hernani, III duque de Ansola (1889-1979) | Manfredo de Borbón, I duque de Hernani, III duque de Ansola (1889-1979) | Manfredo de Borbón, I duque de Hernani, III duque de Ansola (1889-1979) | Manfredo de Borbón, I duque de Hernani, III duque de Ansola (1889-1979) | Manfredo de Borbón, I duque de Hernani, III duque de Ansola (1889-1979) | Manfredo de Borbón, I duque de Hernani, III duque de Ansola (1889-1979) |  |  | Manuel Méndez de Vigo y Bernaldo de Quirós (1892-1938)                                                 | Manuel Méndez de Vigo y Bernaldo de Quirós (1892-1938)                                                 | Manuel Méndez de Vigo y Bernaldo de Quirós (1892-1938)                                                 | Manuel Méndez de Vigo y Bernaldo de Quirós (1892-1938)                                                 | Manuel Méndez de Vigo y Bernaldo de Quirós (1892-1938)                                                 | Manuel Méndez de Vigo y Bernaldo de Quirós (1892-1938)                                                 |  |  |  |  |  |  |  |  |  |  |  |  |  |  |  |  |  |  |  |  |  |  |
|                                                                         |                                                                         | Juan de Borbón, infante de Espanha, conde de Barcelona (1913-1993)      | Juan de Borbón, infante de Espanha, conde de Barcelona (1913-1993)      | Juan de Borbón, infante de Espanha, conde de Barcelona (1913-1993)      | Juan de Borbón, infante de Espanha, conde de Barcelona (1913-1993)      | Juan de Borbón, infante de Espanha, conde de Barcelona (1913-1993) | Juan de Borbón, infante de Espanha, conde de Barcelona (1913-1993) |                                                                                              |                                                                                              |                                                                                              |                                                                                              |                                                                                              |                                                                                              |  |  |                                                                   |                                                                   |                                                                   |                                                                   |                                                                   |                                                                   |  |  |                                                                         |                                                                         |                                                                         |                                                                         |                                                                         |                                                                         |  |  | Francisco Javier Méndez de Vigo, III marquês de Atarfe (n. 1920) Com sucessão nos marqueses de Atarfe. | Francisco Javier Méndez de Vigo, III marquês de Atarfe (n. 1920) Com sucessão nos marqueses de Atarfe. | Francisco Javier Méndez de Vigo, III marquês de Atarfe (n. 1920) Com sucessão nos marqueses de Atarfe. | Francisco Javier Méndez de Vigo, III marquês de Atarfe (n. 1920) Com sucessão nos marqueses de Atarfe. | Francisco Javier Méndez de Vigo, III marquês de Atarfe (n. 1920) Com sucessão nos marqueses de Atarfe. | Francisco Javier Méndez de Vigo, III marquês de Atarfe (n. 1920) Com sucessão nos marqueses de Atarfe. |  |  |  |  |  |  |  |  |  |  |  |  |  |  |  |  |  |  |  |  |  |  |
|                                                                         |                                                                         | Juan de Borbón, infante de Espanha, conde de Barcelona (1913-1993)      | Juan de Borbón, infante de Espanha, conde de Barcelona (1913-1993)      | Juan de Borbón, infante de Espanha, conde de Barcelona (1913-1993)      | Juan de Borbón, infante de Espanha, conde de Barcelona (1913-1993)      | Juan de Borbón, infante de Espanha, conde de Barcelona (1913-1993) | Juan de Borbón, infante de Espanha, conde de Barcelona (1913-1993) |                                                                                              |                                                                                              |                                                                                              |                                                                                              |                                                                                              |                                                                                              |  |  |                                                                   |                                                                   |                                                                   |                                                                   |                                                                   |                                                                   |  |  |                                                                         |                                                                         |                                                                         |                                                                         |                                                                         |                                                                         |  |  | Francisco Javier Méndez de Vigo, III marquês de Atarfe (n. 1920) Com sucessão nos marqueses de Atarfe. | Francisco Javier Méndez de Vigo, III marquês de Atarfe (n. 1920) Com sucessão nos marqueses de Atarfe. | Francisco Javier Méndez de Vigo, III marquês de Atarfe (n. 1920) Com sucessão nos marqueses de Atarfe. | Francisco Javier Méndez de Vigo, III marquês de Atarfe (n. 1920) Com sucessão nos marqueses de Atarfe. | Francisco Javier Méndez de Vigo, III marquês de Atarfe (n. 1920) Com sucessão nos marqueses de Atarfe. | Francisco Javier Méndez de Vigo, III marquês de Atarfe (n. 1920) Com sucessão nos marqueses de Atarfe. |  |  |  |  |  |  |  |  |  |  |  |  |  |  |  |  |  |  |  |  |  |  |
|                                                                         |                                                                         |                                                                         |                                                                         |                                                                         |                                                                         |                                                                    |                                                                    |                                                                                              |                                                                                              |                                                                                              |                                                                                              |                                                                                              |                                                                                              |  |  |                                                                   |                                                                   |                                                                   |                                                                   |                                                                   |                                                                   |  |  |                                                                         |                                                                         |                                                                         |                                                                         |                                                                         |                                                                         |  |  | | | | | | |  |  |  |  |  |  |  |  |  |  |  |  |  |  |  |  |  |  |  |  |  |  |
| Juan Carlos I de Espanha (n. 1938) Com sucessão na Casa Real Espanhola. | Juan Carlos I de Espanha (n. 1938) Com sucessão na Casa Real Espanhola. | Juan Carlos I de Espanha (n. 1938) Com sucessão na Casa Real Espanhola. | Juan Carlos I de Espanha (n. 1938) Com sucessão na Casa Real Espanhola. | Juan Carlos I de Espanha (n. 1938) Com sucessão na Casa Real Espanhola. | Juan Carlos I de Espanha (n. 1938) Com sucessão na Casa Real Espanhola. |                                                                    |                                                                    | Margarita de Borbón, infanta de Espanha, I duquesa de Soria, II duquesa de Hernani (n. 1939) | Margarita de Borbón, infanta de Espanha, I duquesa de Soria, II duquesa de Hernani (n. 1939) | Margarita de Borbón, infanta de Espanha, I duquesa de Soria, II duquesa de Hernani (n. 1939) | Margarita de Borbón, infanta de Espanha, I duquesa de Soria, II duquesa de Hernani (n. 1939) | Margarita de Borbón, infanta de Espanha, I duquesa de Soria, II duquesa de Hernani (n. 1939) | Margarita de Borbón, infanta de Espanha, I duquesa de Soria, II duquesa de Hernani (n. 1939) |  |  |                                                                   |                                                                   |                                                                   |                                                                   |                                                                   |                                                                   |  |  |                                                                         |                                                                         |                                                                         |                                                                         |                                                                         |                                                                         |  |  | | | | | | |  |  |  |  |  |  |  |  |  |  |  |  |  |  |  |  |  |  |  |  |  |  |
| Juan Carlos I de Espanha (n. 1938) Com sucessão na Casa Real Espanhola. | Juan Carlos I de Espanha (n. 1938) Com sucessão na Casa Real Espanhola. | Juan Carlos I de Espanha (n. 1938) Com sucessão na Casa Real Espanhola. | Juan Carlos I de Espanha (n. 1938) Com sucessão na Casa Real Espanhola. | Juan Carlos I de Espanha (n. 1938) Com sucessão na Casa Real Espanhola. | Juan Carlos I de Espanha (n. 1938) Com sucessão na Casa Real Espanhola. |                                                                    |                                                                    | Margarita de Borbón, infanta de Espanha, I duquesa de Soria, II duquesa de Hernani (n. 1939) | Margarita de Borbón, infanta de Espanha, I duquesa de Soria, II duquesa de Hernani (n. 1939) | Margarita de Borbón, infanta de Espanha, I duquesa de Soria, II duquesa de Hernani (n. 1939) | Margarita de Borbón, infanta de Espanha, I duquesa de Soria, II duquesa de Hernani (n. 1939) | Margarita de Borbón, infanta de Espanha, I duquesa de Soria, II duquesa de Hernani (n. 1939) | Margarita de Borbón, infanta de Espanha, I duquesa de Soria, II duquesa de Hernani (n. 1939) |  |  |                                                                   |                                                                   |                                                                   |                                                                   |                                                                   |                                                                   |  |  |                                                                         |                                                                         |                                                                         |                                                                         |                                                                         |                                                                         |  |  | | | | | | |  |  |  |  |  |  |  |  |  |  |  |  |  |  |  |  |  |  |  |  |  |  |
|                                                                         |                                                                         |                                                                         |                                                                         |                                                                         |                                                                         |                                                                    |                                                                    | Alfonso Zurita y Borbón (n. 1973)                                                            |                                                                                              |                                                                                              |                                                                                              |                                                                                              |                                                                                              |  |  |                                                                   |                                                                   |                                                                   |                                                                   |                                                                   |                                                                   |  |  |                                                                         |                                                                         |                                                                         |                                                                         |                                                                         |                                                                         |  |  | | | | | | |  |  |  |  |  |  |  |  |  |  |  |  |  |  |  |  |  |  |  |  |  |  |